# خالدآباد
خالد آباد شهری در شهرستان نطنز در استان اصفهان در مرکز ایران است. این شهر در بخش امامزاده از توابع شهرستان نطنز قرار دارد.
جمعیت خالد آباد در سال ۱۳۹۵، برابر با ۳،۰۲۵ نفر بوده‌است.
[[مهدی سعیدیان معروف به ozil از منتقدان سیستم سرمایه داری و نویسنده کتاب پایان قشر متوسط در ایران  از مفاخر این شهر می باشد.
ایرج خواجه‌امیری از اساتید آواز ایران و پدر احسان خواجه‌امیری ، زاده ی خالدآباد است.

## پیشه مردم و فرآورده ها
پیشهٔ بیشینه مردم این شهر کشاورزی و دامداری است. از فرآورده‌های به نام این شهر کرفس، انار، خیار و دیگر فرآورده‌های کشاورزی عبارتند از هویج، شلغم، پیاز، زردآلو، گوجه سبز، (شابادی) طالبی، گرمک آقاعلی عباسی، خیار چنبر، کدو، هندوانه، گندم، جو، برنج، بلال، کلزا، خرمالو، سیب گلابی، انجیر، انگور، انواع سبزیجات و گیاهان دارویی. هرچند بازرگانی نیز در خالدآباد رواج دارد و مغازه‌های بسیاری در این شهر وجود دارد.
پیشه بسیاری از زنان خالدآباد گلیم‌بافی بوده و فرش دستباف شادسر که در بازارهای جهانی پرآوزه است زاییده دستان هنرمند زنان خالدآبادی است.
منبع :وبلاگ جامع خالدآباد
مردم منطقه خالد آباد و بادرود به زبان تات صحبت میکنند. این زبان قدمتی چند هزارساله در ایران دارد و در برخی مناطق اطراف قزوین نیز این زبان با کمی تفاوت در گویش، رایج است.
با وجود نزدیک بودن دو شهر بادرود و خالدآباد با یکدیگر و داشتن فرهنگ و زبان مشترک، رقابت جالب و گاهأ طنز گونه ایی میان این دو شهر دیده میشود که جالب توجه است.

## محله‌ها
شهر خالدآباد دارای پنج محله به ترتیب از آغاز ورودی شهر به نام‌های حصارو، توده، قلعه نو و شهرک طالقانی و شهرک آقا علی عباس می‌باشند.

## آثار باستانی و نقاط دیدنی
آثار باستانی و تاریخی شهر خالدآباد عبارتند از مسجد بیرین با قدمت بیش از ۸۰۰ سال متعلق به دوره ایلخانی، خانه تاریخی آقاگل انصاری متعلق به عهد قاجار، حمام توده و مسجد ورگرموئه متعلق به عهد صفوی، بقعه باباحاجی که به روایتی تنها اثر تاریخی با معماری یزدی در استان اصفهان و متعلق به دوره صفویه می‌باشد، کاروانسرای خالدآباد در مسیر جاده ابریشم با قدمت بیش از ۴۰۰ سال، محوطه‌های باستانی ابوذر و مسی با قدمت بیش از ۶۰۰۰ سال متعلق به دوره مفرغ که بنا به گفته کارشناسان میراث فرهنگی کارگاه‌های تولید مس را در دل خود دارد و این محوطه‌های تاکنون حفاری و کاوش نشده‌اند، قلعه تاریخی کریم آباد متعلق به دوره قاجار، بازارچه قنات، خانه‌های تاریخی صولت، ایرج، امیرسعیدی، خواجه امیری، شریفی، سعیدی، حائری، جعفرزاده و باباخان که شاخصه این خانه‌ها بادگیرها و سرداب‌های آنهاست.